# Paul Eiding
Paul Eiding (Cleveland, 28 marzo 1957) è un attore e doppiatore statunitense.
Dopo aver preso parte al servizio militare statunitense, si è dedicato al mondo dello spettacolo nel 1980 impegnandosi sia nella recitazione, nel canto come insegnante e nel doppiaggio. In America è conosciuto per aver dato voce al colonnello Roy Campbell nella serie Metal Gear, a Perceptor in Transformers, come voce narrante di Diablo, Judicator Aldaris in StarCraft e Max Tennyson in Ben 10, Ben 10 - Forza aliena, Ben 10: Ultimate Alien e Ben 10: Omniverse, dove ha anche interpretato effetti vocali per Zed, Liam e ha doppiato altri personaggi. È anche noto per il suo doppiaggio per Fallout 3 e The Elder Scrolls V: Skyrim e come doppiatore per Vault-Tec Rep. di Fallout 4.
È sposato con Colleen Kelly dalla quale ha avuto un figlio.

## Filmografia parziale

### Televisione
- Un salto nel buio (Tales from the Darkside) - serie TV, episodio 3x06 (1986)
- Star Trek: The Next Generation - serie TV, episodio 7x02 (1993)
- E.R. - Medici in prima linea (ER) - serie TV, 1 episodio (1994)
- West Wing - Tutti gli uomini del Presidente (The West Wing) - serie TV, episodio 2x15 (2000)

### Doppiatore
- Pocahontas II - Viaggio nel nuovo mondo (Pocahontas II: Journey to a New World) - animazione (1998) - voce
- A Bug's Life - Megaminimondo (A Bug's Life) - animazione (1998) - voce
- Il gigante di ferro (The Iron Giant) - animazione (1999) - voce
- Monsters & Co. (Monsters, Inc.) - animazione (2001) - voce
- Cenerentola II - Quando i sogni diventano realtà (Cinderella II: Dreams Come True) - animazione (2001) - voce
- Cars - Motori ruggenti (Cars) - animazione (2006) - voce
- Monsters University - animazione (2013) - voce
- Gli Incredibili 2 (Incredibles 2) - animazione (2018) - voce

## Videogiochi
- Shin Megami Tensei III: Nocturne HD Remaster (2021) – Lucifero
- Shin Megami Tensei V (2021) – Lucifero
- Serie di Metal Gear:
  - Metal Gear Solid (1998) – Roy Campbell
  - Metal Gear Solid: Integral (1999) – Roy Campbell
  - Metal Gear Solid 2: Sons of Liberty (2001) – Colonnello
  - Metal Gear Solid 2: Substance (2002) – Colonnello
  - Metal Gear Solid 3: Snake Eater (2004) – Roy Campbell
  - Metal Gear Solid 3: Subsistence (2005) – Roy Campbell
  - Metal Gear Solid 4: Guns of the Patriots (2008) – Roy Campbell
- Diablo II (2000) - Mephisto
- Guild Wars: Eye of the North (2007) – Re Jalis Martello di Ferro

## Doppiatori italiani
Nelle versioni in italiano delle opere in cui ha recitato, Paul Eiding è stato doppiato da:
- Emidio La Vella in CSI: Miami

Da doppiatore è stato sostituito da:
- Patrizio Prata in W.I.T.C.H.